# Kanton Oudergem
Kanton Oudergem is een kanton in het Brussels Hoofdstedelijk Gewest en het Arrondissement Brussel-Hoofdstad in België. Het is de bestuurslaag boven die van de desbetreffende gemeenten, tevens is het een gerechtelijk niveau waarbinnen één vredegerecht georganiseerd wordt dat bevoegd is voor de deelnemende gemeenten. Beide types kanton beslaan niet noodzakelijk hetzelfde territorium.

## Gerechtelijk kanton Oudergem
Oudergem is een gerechtelijk kanton met zetel in Oudergem dat een vredegerecht inricht en gelegen is in het gerechtelijk arrondissement Brussel.
Dit gerechtelijk kanton is bevoegd voor de gemeenten Oudergem en Watermaal-Bosvoorde.